# Kaiserliche Werft Kiel
Kaiserliche Werft Kiel byla německá loděnice fungující v Kielu v letech 1867–1918. Společně s loděnicemi Kaiserliche Werft Wilhelmshaven a Kaiserliche Werft Danzig tvořila trojici německých císařských loděnic, které stavěly plavidla pro Německé císařské námořnictvo. Loděnice byla významným dodavatelem křižníků a dalších plavidel. Po první světové válce loděnice zanikla. Roku 1925 byl obnovena jako součást loděnice Deutsche Werke.

## Historie

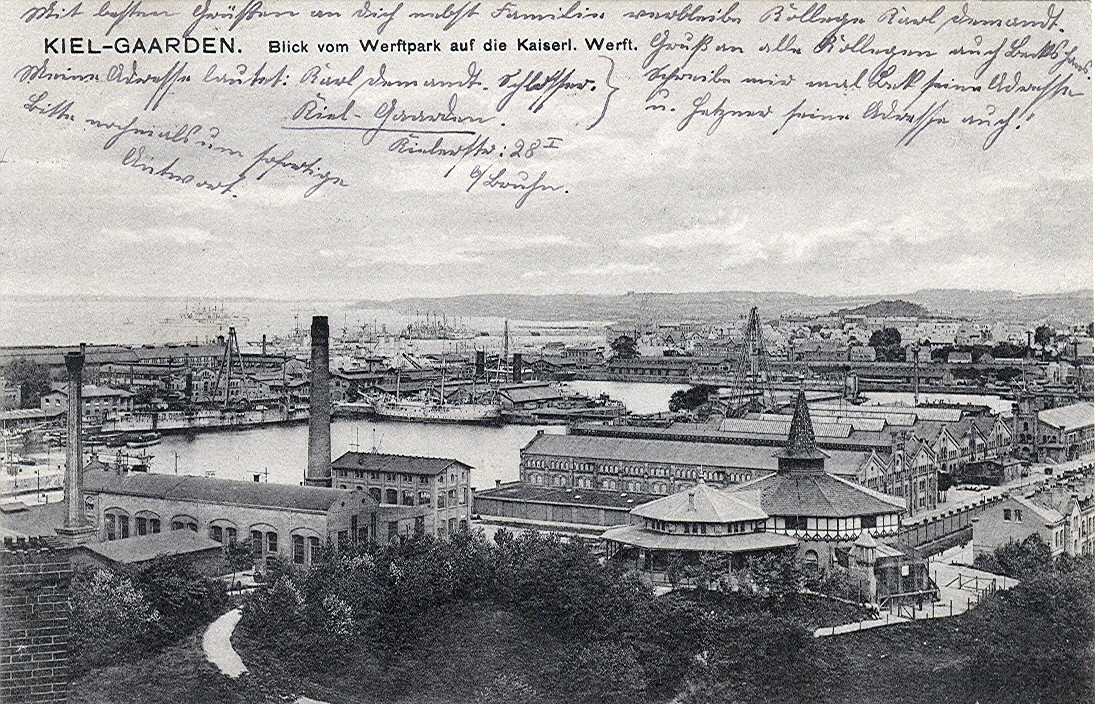
Loděnice na dobové pohlednici

Roku 1867 byla v Kielu založena královská loděnice Königliche Werft Kiel. První skluz pro stavbu lodí byl vybudován v letech 1868–1875 a druhý v letech 1870–1875. Roku 1871 vzniklo Německého císařství a loděnice byla přejmenována na císařskou. V letech 1871–1879 byly postaveny čtyři suché doky. Roku 1906 byl první skluz rozšířen. Po skončení první světové války se loděnice v Kielu stala majetkem Výmarské republiky a byla uzavřena. Provoz obnovila roku 1925 jako součást akciové společnosti Deutsche Werke. Samotná Deutsche Werke zanikla na konci druhé světové války. Její pozemky roku 1955 získala loděnice Howaldtswerke.

## Postavená plavidla

### Bitevní lodě

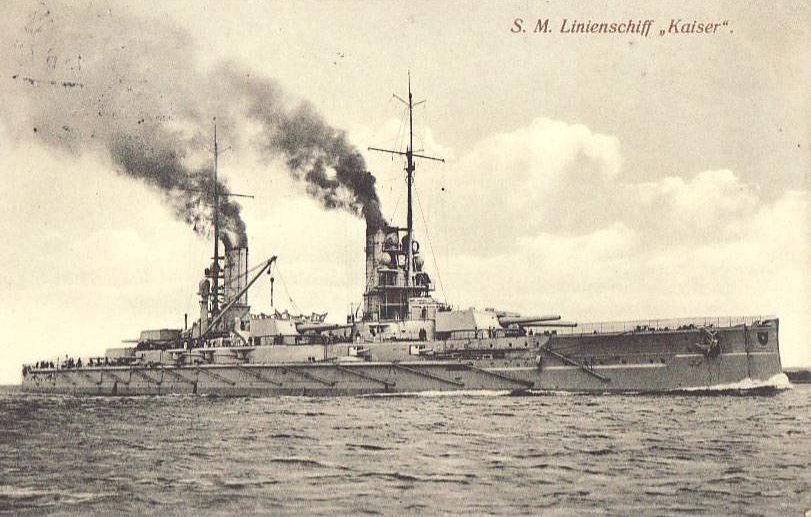
SMS Kaiser

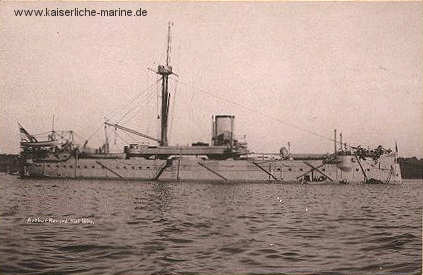
SMS Friedrich der Grosse

- Třída Kaiser
  - Kaiser

- Třída Sachsen – obrněná loď
  - Bayern

- Třída Preussen – obrněná loď
  - Friedrich der Grosse

### Pobřežní bitevní lodě
- Třída Odin
  - Ägir

- Třída Siegfried
  - Hildebrand
  - Hagen

### Pancéřové křižníky

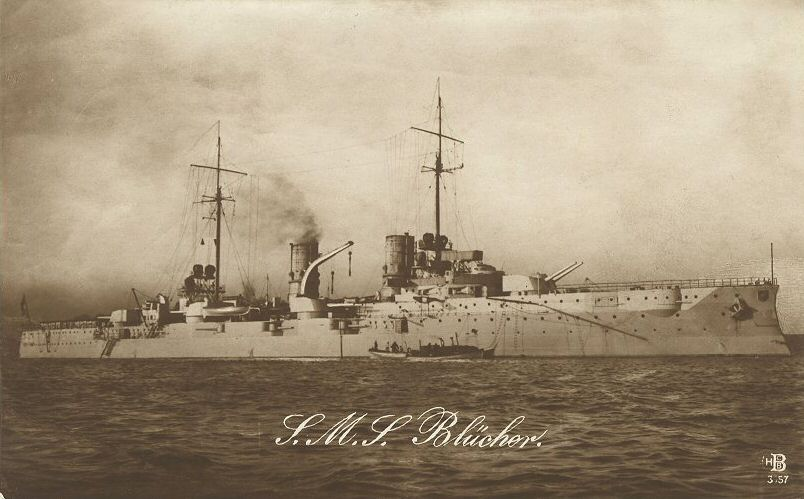
SMS Blücher

- Blücher

- Třída Roon
  - Roon

- Třída Prinz Adalbert
  - Prinz Adalbert

- Prinz Heinrich

- Fürst Bismarck

### Lehké křižníky

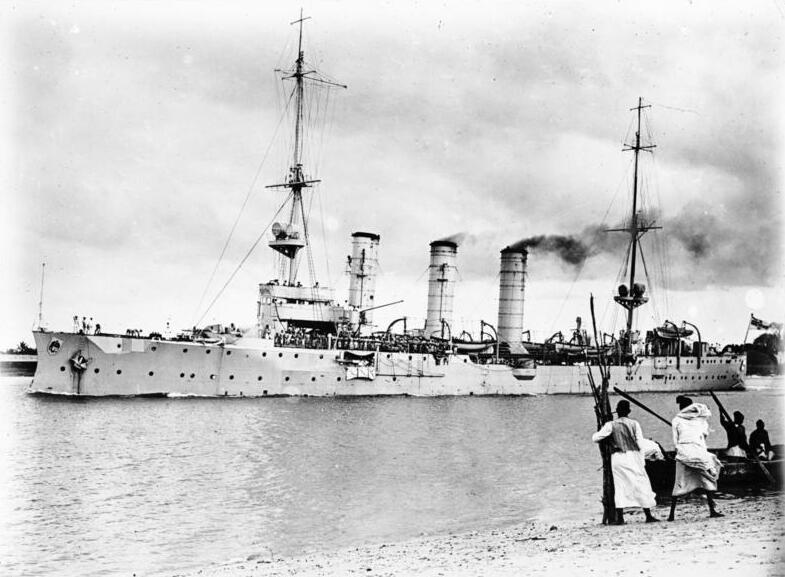
SMS Königsberg

- Třída Cöln – nedokončeny
  - Frauenlob
  - Ersatz Karlsruhe

- Třída Königsberg
  - Karlsruhe II

- Třída Wiesbaden
  - Frankfurt

- Třída Graudenz
  - Graudenz

- Třída Kolberg
  - Augsburg

- Třída Königsberg
  - Königsberg
  - Nürnberg

### Ostatní

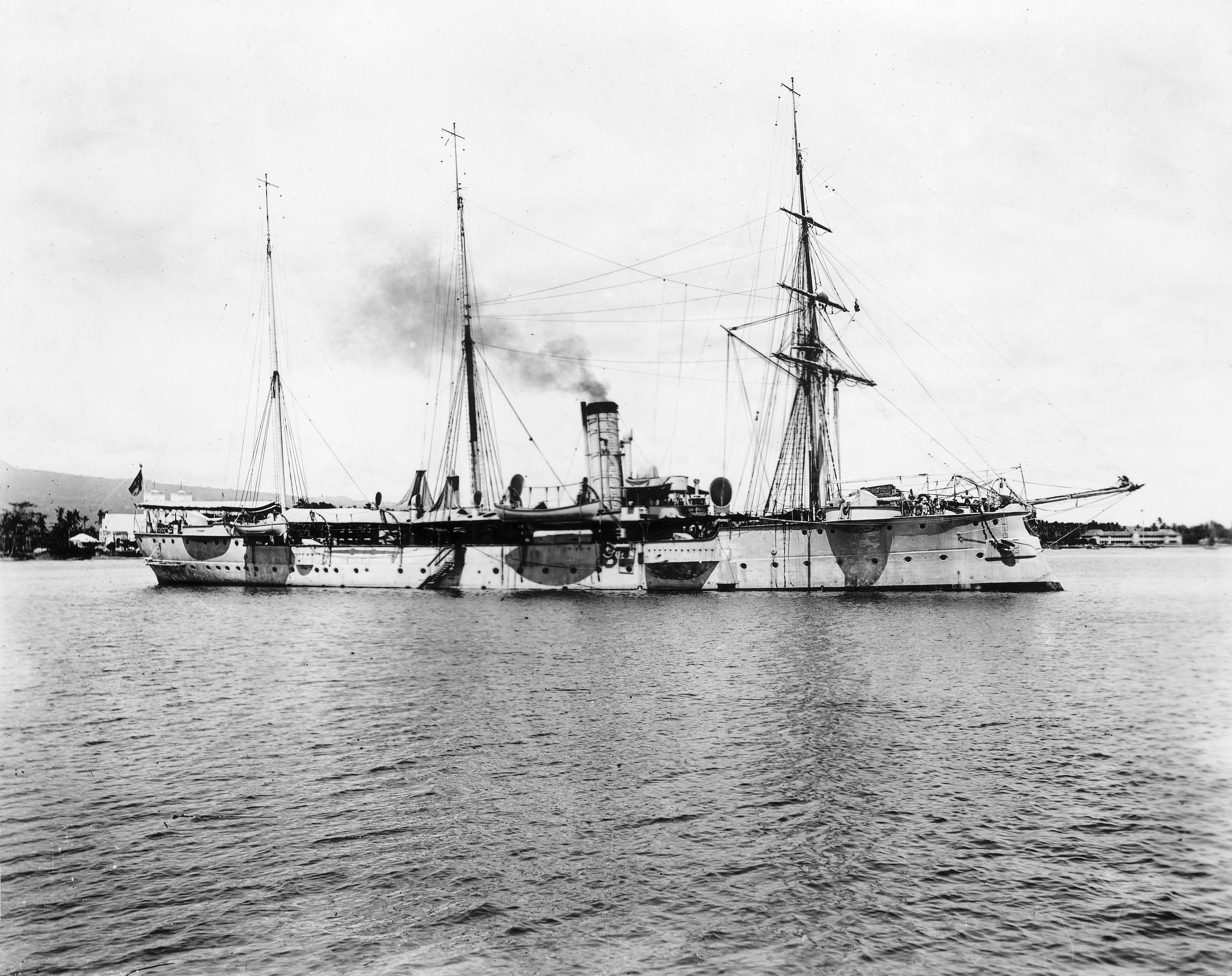
Falke

- Třída Bussard – nechráněné křižníky
  - Falke

- SMS Adler – dělový člun

## Letadla

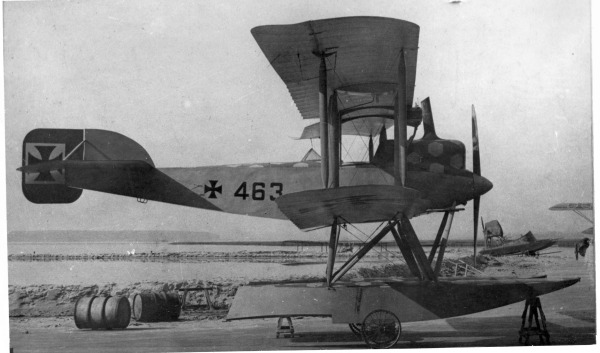
Prototyp cvičného hydroplánu Kaiserliche Werft Kiel 463

- Kaiserliche Werft Kiel 463 – dvoumístný hydroplán, dodaný roku 1916 v jednom exempláři.[2]